# Kamienica Rozenblumów w Białymstoku
Kamienica Rozenblumów w Białymstoku – zabytkowa kamienica znajdująca się przy ul. Kilińskiego 10 w Białymstoku. 
Została zbudowana na przełomie XIX i XX wieku. Należała do Lejba i Rejzli Rozenblumów. W budynku mieściły się m.in. kawiarnia i księgarnia Od 1993 obiekt znajduje się w rejestrze zabytków.